# Mesoleptus rufiventris
Mesoleptus rufiventris är en stekelart som först beskrevs av Smits van Burgst 1913.  Mesoleptus rufiventris ingår i släktet Mesoleptus och familjen brokparasitsteklar. Inga underarter finns listade i Catalogue of Life.